# Jules Laforgue
Jules Laforgue (Montevideo, Uruguai, 16 d'agost de 1860 – París, França, 20 d'agost de 1887) va ser un crític i poeta simbolista francès d'origen uruguaià.

## Biografia
Jules Laforgue va néixer a Montevideo, el 1860. El seu pare, Charles Laforgue, era professor de lletres i la seva mare, Pauline Lacolley, era filla d'un comerciant de calçat establert a l'Uruguai. La família es trasllada aviat de Montevideo a Tarbes, al sud de França, localitat natal del pare.
Jules ingressa al liceu d'aquesta ciutat el 1869. Després, el 1876, la família Laforgue es trasllada a París. Jules estudia al liceu Fontanes, i fracassa en el batxillerat a causa de la seva gran timidesa en els exàmens orals.
El 1879, publica els seus primers poemes en les revistes L'Enfer i La guepe. Coneix Gustave Kahn i Charles Henry i, el 1880, el que seria gran amic seu, l'escriptor Paul Bourget, que va orientar la seva trajectòria literària.
El 1881 escriu la novel·la breu Stéphane Vassiliew. Visita amb freqüència el Louvre i es passa el dia de biblioteca en biblioteca. Segueix els cursos d'Hippolyte Taine a l'escola de Belles Arts. És nomenat lector de francès de l'emperadriu d'Alemanya, Augusta, esposa de Guillem I. Viatja a Coblenza i Berlín. El 1882 segueix l'emperadriu per tota Alemanya. Escriu articles en diverses revistes. Comença a escriure els primers poemes de Queixes, que publicarà a les seves expenses el 1885: Les complaintes.
El 1886 viatja a la terra de Hamlet, Dinamarca, i treballa en Les flors de bona voluntat (Des fleurs de bonne volonté). Publica el poema dramàtic Le concile feérique. Contreu matrimoni amb l'anglesa Leah Lee a Londres. El matrimoni s'instal·la a París a l'any següent, 1887. Publica en Le figaro i en la Revue Independante. La parella travessa per greus conflictes econòmics i el poeta emmalalteix greument de tuberculosi. Mor el 20 d'agost, amb 27 anys.

## Poesia
Va practicar un simbolisme irònic de gran originalitat i va ser l'introductor del vers lliure a França. El seu impacte va ser gran entre els surrealistes i entre els poetes anglesos del segle xx, amb T. S. Eliot al capdavant.
Laforgue és un poeta "rar" en el seu temps. Se'l va classificar entre els "decadents", grup molt interessat en la filosofia pessimista d'Arthur Schopenhauer. Pel filòsof alemany, Laforgue passarà a amarar-se d'orientalisme budista. També es va veure molt influït pel romàntic alemany Heinrich Heine i pel seu professor, l'historiador Taine, amb qui arribarà a polemitzar.
Tots aquests elements contribuiran a un discurs poc o gens canònic. Laforgue fuig sempre de la coherència i la univocitat. La seva obsessió amb la mort i l'avorriment (el spleen de Charles Baudelaire) el conduirà a insòlits experiments lingüístics, en els quals barreja la ironia amb la frase corrent i col·loquial, fins i tot el balboteig, la pausa discontínua. Tota la seva poesia, a més, es troba repleta d'exclamacions i interjeccions, la qual cosa es tradueix en un ritme entretallat i intimista de gran força.
Les seves imatges i metàfores són igualment extravagants. Salten en els seus versicles constantment i transfigurada la lluna, el sol, els diumenges (va elaborar una sèrie completa de poemes amb aquest títol: el simbolisme del dolce, o no tant far niente), alhora que les lletanies i invocacions marianes. I tot això, com diem, impregnat d'una subtil sorna autoparòdica estranya en l'època, però que després seria molt apreciada i imitada entre els poetes i novel·listes del segle xx.

## Obres
- Les Complaintes (1885)
- L'Imitation de Notre-Dame la Lune (1886)
- Le Concile féerique (1886)
- Moralités légendaires (1887)
- Dernier vers (1890, pòstuma)
- Notes d'Esthétique (1903, pòstuma)
- Chroniques parisiennes (1920, pòstuma)